# Hoplodrina uniformis
Hoplodrina uniformis är en fjärilsart som beskrevs av Swinhoe 1885. Hoplodrina uniformis ingår i släktet Hoplodrina och familjen nattflyn. Inga underarter finns listade i Catalogue of Life.